# Municipio de Marion (condado de Newton)
El municipio de Marion (en inglés: Marion Township) es un municipio ubicado en el condado de Newton en el estado estadounidense de Misuri. En el año 2010 tenía una población de 3787 habitantes y una densidad poblacional de 20,04 personas por km².

## Geografía
El municipio de Marion se encuentra ubicado en las coordenadas 37°0′14″N 94°19′32″O / 37.00389, -94.32556. Según la Oficina del Censo de los Estados Unidos, el municipio tiene una superficie total de 189 km², de la cual 188.55 km² corresponden a tierra firme y (0.24%) 0.45 km² es agua.

## Demografía
Según el censo de 2010, había 3787 personas residiendo en el municipio de Marion. La densidad de población era de 20,04 hab./km². De los 3787 habitantes, el municipio de Marion estaba compuesto por el 91.47% blancos, el 0.53% eran afroamericanos, el 1.64% eran amerindios, el 2.43% eran asiáticos, el 0.24% eran isleños del Pacífico, el 1.24% eran de otras razas y el 2.46% pertenecían a dos o más razas. Del total de la población el 2.35% eran hispanos o latinos de cualquier raza.